# Públio Cornélio Lêntulo (cônsul em 162 a.C.)
Públio Cornélio Lêntulo (em latim: Publius Cornelius Lentulus) foi um político da gente Domícia da República Romana eleito cônsul 162 a.C. com Cneu Domício Enobarbo. Provavelmente era filho de Lúcio Cornélio Lêntulo, cônsul em 199 a.C.. Teve dois filhos: Públio Cornélio Lêntulo, que foi flâmine, e Lúcio Cornélio Lêntulo, cônsul em 130 a.C..

## Primeiros anos e consulado (162 a.C.)
Foi edil curul em 169 a.C. com Cipião Násica Córculo e celebrou os jogos dedicados à deusa Circe, nos quais foram exibidos elefantes e ursos. No ano seguinte, foi um dos enviados para negociar com o rei Perseu da Macedônia, mas não teve sucesso<refLívio, Ab Urbe Condita XLV 4</ref>. Em 165 a.C., foi pretor urbano.
Em 162 a.C., foi eleito cônsul com Cneu Domício Enobarbo depois que os dois cônsules eleitos, Cipião Násica Córculo e Caio Márcio Fígulo, foram obrigados a renunciar depois que sua eleição foi anulada pelos áugures.

## Conflito com Caio Graco
Foi nomeado príncipe do senado em 125 a.C. e tornou-se um dos principais líderes dos optimates, a facção mais conservadora do Senado Romano, contrária a qualquer reforma. Quatro anos depois, entrou em conflito direto com o tribuno da plebe Caio Graco por conta de suas reformas. Ele seguiu o exemplo de Públio Cornélio Cipião Násica Serapião, pontífice máximo e príncipe do Senado, que havia entregue a cabeça do recém-assassinado Tibério Graco à turba e matou Caio Graco, mas acabou ferido pelos aliados dele entrincheirados no Aventino.
Amplamente criticado pelo assassinato do tribuno, foi enviado numa embaixada fictícia para escapar da multidão. Passou o resto dos seus dias na Sicília.